# Luc Cyr
Luc Cyr, né le 21 novembre 1953 à Saint-Jérôme au Québec, est un évêque canadien. Il est évêque du diocèse de Valleyfield de 2001 à 2011, puis archevêque de Sherbrooke depuis 2011.
En tant qu'archevêque de Sherbrooke, il est de droit chancelier de l'Université de Sherbrooke et du Séminaire de Sherbrooke,.

## Biographie
Né à Saint-Jérôme, il est ordonné prêtre pour le diocèse de Saint-Jérôme le 24 août 1980.
Le 10 mai 2001, il est nommé évêque de Valleyfield où il succède à Robert Lebel. Il est consacré le 17 juin suivant par le cardinal Jean-Claude Turcotte assisté de NN.SS Robert Lebel et Gilles Cazabon.
Le 26 juillet 2011 il est transféré au siège de Sherbrooke dont il devient archevêque métropolitain.
Il a en outre collaboré avec l'organisme Développement et Paix et le Renouveau charismatique canadien.